# The Common Linnets
The Common Linnets är en nederländsk duo bestående av Ilse DeLange (Ilse Annoeska de Lange, född 13 maj 1977 i Almelo) och Waylon (Willem Bijkerk, född 20 april 1980 i Apeldoorn), som bildades för en konsert i stadion De Grolsch Veste den 21 juni 2014, samt för att representera  Nederländerna i Eurovision Song Contest 2014 i Köpenhamn med låten "Calm After the Storm".